# Rudolf Nelson
Pour les articles homonymes, voir Nelson.
Rudolf Nelson, né le 4 avril 1878 et décédé le 5 février 1960, est un compositeur allemand de chansons à succès, de musiques de films, d'opérettes et de vaudevilles. Il est le fondateur et directeur de la Nelson Revue, une troupe de cabaret de la vie nocturne à Berlindans les années 1930.

## Biographie
Issu d'une famille juive prussienne pauvre, Rudolf Nelson grandit à Berlin et commence des leçons de piano à un très jeune âge.
Après l'école secondaire, tout en gagnant en même temps sa vie comme apprenti, puis comme commis, il reçoit une bourse de Heinrich von Herzogenberg au Conservatoire Stern.
Grâce à un concours organisé par le journal Die Woche, il reçoit le premier prix pour la meilleure composition d'une valse.
Mais le vrai tournant est venu quand Nelson a découvert le Überbrettl, premier cabaret de Berlin fondé par Ernst von Wolzogen. Il entame une carrière de cabaret à la Potsdamer Straße au cabaret Roland, accompagnant ses propres compositions au piano.
En 1904, il rejoint la troupe de Paul Schneider-Duncker au Chat Noir sur Unter den Linden, l'avenue la plus en vogue de Berlin. Il crée son propre établissement qu'il dirige de 1907 à 1914. Il écrit sa chanson la plus connue Das Ladenmädel. Dès 1908, il compose des opérettes, notamment Mlle Dudelsack.
En 1920, Nelson épouse la chanteuse Käthe Erlholz et, dans la même année, il ouvre le Nelson-Theater sur le Kurfürstendamm (associé avec le restaurant Sans Soucis). Les revues qu'il met en scène sont légendaires, présentant de nombreuses stars de l'époque, comme Joséphine Baker, qui se produit le 14 janvier 1926, les Weintraubs Syncopators et le comique Max Ehrlich. Au cours de ces années, Nelson compose également des revues célèbres pour le Metropol-Theater de Berlin dans l'Admiralspalast.
Poursuivi par les nazis en 1933, il fuit l'Allemagne. Il fonde une nouvelle troupe de théâtre à Amsterdam. Avec l’occupation, il est interné dans le camp de concentration de Westerbork. Il survit à la Shoah, et en 1949, il retourne à Berlin où il rouvre le Nelson-Revue-Gastspiel.

## Œuvres principales

### Revues
- Chauffeur ins Metropol!
- Hoheit amüsiert sich
- Wenn die Nacht beginnt
- Karussell
- Seifenblasen
- Was träumt Berlin?
- Die Peruanerin
- Halloh, halloh
- Zwölf Monate
- Total Manoli
- Bitte zahlen!
- Wir stehn verkehrt
- Confetti
- Madame Revue
- Es geht schon besser
- Die Nacht der Nächte
- Du u. ich
- Die Lichter v. Berlin
- Quick
- Der rote Faden
- Glück muß man haben
- Es hat geklingelt
- Etwas für Sie
- Rudolf Nelson erzählt

### Opérettes
- Miss Dudelsack; livret de Fritz Grünbaum et H. Reichert
- Der Damenkrieg
- Incognito, avec Curt Kraatz, 1918
- New York-Berlin
- Die Damen vom Olymp
- Die tanzenden Fräuleins

## Sources
- (en) Cet article est partiellement ou en totalité issu de l’article de Wikipédia en anglais intitulé « Rudolf Nelson » (voir la liste des auteurs).